# Ronde van Spanje 2011/Zesde etappe
De zesde etappe van de Ronde van Spanje 2011 werd verreden op 25 augustus 2011. Het was een heuvelachtige rit van Úbeda naar Córdoba die werd verreden over 193,4 kilometer.

## Verloop
De traditionele lange ontsnapping met o.a. Martin Kohler werd op de laatste klim van de dag, de "Berg Van 14 Procent", gegrepen. Nauwelijks een paar kilometer verder stormt de Fransman David Moncoutie uit het peloton weg om de bergpunten op de top te bemachtigen. De Duitser Tony Martin reageert gezwind en vat de Fransman vlak na de top. Op het daaropvolgend plateautje komen ook de Spanjaard David De La Fuente en de Belg Kevin Seeldraeyers aansluiten.
Het peloton onder versnelt in de afdaling onder leiding van de liquigasploeg en vat de vluchters al snel. Er vallen gaten en op het vlakke blijkt dat er vijf man uit het peloton is weggereden. De Liguigasrenners Valerio Agnoli, Eros Capecchi, Vincenzo Nibali en Peter Sagan. Ook de winnaar van etappe 3, Pablo Lastras, is aanwezig. Deze groep slaagt erin uit de greep van een achtervolgend groepje met de favorieten te blijven. Peter Sagan wint de sprint voor Lastras en Agnoli die zich nog excuseert omdat hij vergat Nibali de acht bonificatieseconden te laten pakken die een derde plaats oplevert.
Nibali doet wel een goede zaak in het algemeen klassement, hij pakt hier op concurrenten Scarponi en Rodriguez 17 seconden.

## Rituitslag
| Rituitslag |                    |                             |          |
| Plaats     | Naam               | Ploeg                       | Tijd     |
| Winnaar    | Peter Sagan        | Liquigas-Cannondale         | 4u38'22" |
| 2          | Pablo Lastras      | Team Movistar               | z.t.     |
| 3          | Valerio Agnoli     | Liquigas-Cannondale         | z.t.     |
| 4          | Vincenzo Nibali    | Liquigas-Cannondale         | z.t.     |
| 5          | Eros Capecchi      | Liquigas-Cannondale         | op 3"    |
| 6          | Jakob Fuglsang     | Team Leopard-Trek           | op 17"   |
| 7          | Joaquim Rodríguez  | Team Katjoesja              | z.t.     |
| 8          | Marzio Bruseghin   | Team Movistar               | z.t.     |
| 9          | David Moncoutié    | Cofidis, le crédit en ligne | z.t.     |
| 10         | Sylvain Chavanel   | Quick Step                  | z.t.     |
|            |                    |                             |          |
| 14         | Kevin Seeldraeyers | Quick Step                  | op 17"   |
| 20         | Wout Poels         | Vacansoleil-DCM             | op 23"   |

## Klassementen
| Algemeen Klassement |                       |                     |          |
| Plaats              | Naam                  | Ploeg               | Tijd     |
| Rode trui           | Sylvain Chavanel      | Quick Step          | 22u41'13 |
| 2                   | Daniel Moreno         | Team Katjoesja      | op 15"   |
| 3                   | Vincenzo Nibali       | Liquigas-Cannondale | op 16"   |
| 4                   | Joaquim Rodríguez     | Team Katjoesja      | op 23"   |
| 5                   | Jakob Fuglsang        | Team Leopard-Trek   | op 25"   |
| 6                   | Fredrik Kessiakoff    | Pro Team Astana     | op 41"   |
| 7                   | Maxime Monfort        | Team Leopard-Trek   | op 44"   |
| 8                   | Jurgen Van den Broeck | Omega Pharma-Lotto  | op 49"   |
| 9                   | Sergio Pardilla       | Team Movistar       | op 49"   |
| 10                  | Marzio Bruseghin      | Team Movistar       | op 52"   |
|                     |                       |                     |          |
| 15                  | Bauke Mollema         | Rabobank            | op 1'01" |

| Ploegenklassement |                     |           |
| Plaats            | Ploeg               | Tijd      |
|                   | Team RadioShack     | 67u32'09" |
| 2                 | Rabobank            | op 47"    |
| 3                 | Team Katjoesja      | op 2'22"  |
| 4                 | Team Leopard-Trek   | op 2'23"  |
| 5                 | Geox-TMC            | op 2'42"  |
| 6                 | Pro Team Astana     | op 4'17"  |
| 7                 | Vacansoleil-DCM     | op 4'27"  |
| 8                 | Euskaltel-Euskadi   | op 5'02"  |
| 9                 | Liquigas-Cannondale | op 6'38"  |
| 10                | AG2R-La Mondiale    | op 7'55"  |

## Nevenklassementen
| Puntenklassement |                       |                    |        |
| Plaats           | Naam                  | Ploeg              | Punten |
| Groene trui      | Joaquim Rodríguez     | Team Katjoesja     | 48     |
| 2                | Pablo Lastras         | Team Movistar      | 48     |
| 3                | Daniel Moreno         | Team Katjoesja     | 41     |
|                  |                       |                    |        |
| 6                | Wout Poels            | Omega Pharma-Lotto | 28     |
| 11               | Jurgen Van den Broeck | Vacansoleil-DCM    | 21     |

| Bergklassement        |                      |                   |        |
| Plaats                | Naam                 | Ploeg             | Punten |
| Bolletjestrui (blauw) | Daniel Moreno        | Team Katjoesja    | 20     |
| 2                     | Chris Anker Sørensen | Saxo Bank-Sungard | 15     |
| 3                     | Koen de Kort         | Skil-Shimano      | 13     |
|                       |                      |                   |        |
| 23                    | Kevin Seeldraeyers   | Quick Step        | 1      |

| Combinatieklassement |                    |                |        |
| Plaats               | Naam               | Ploeg          | Punten |
| Witte trui           | Daniel Moreno      | Team Katjoesja | 6      |
| 2                    | Joaquim Rodríguez  | Team Katjoesja | 11     |
| 3                    | Sylvain Chavanel   | Quick Step     | 19     |
|                      |                    |                |        |
| 10                   | Kevin Seeldraeyers | Quick Step     | 92     |

1e etappe ·
2e etappe ·
3e etappe ·
4e etappe ·
5e etappe ·
6e etappe ·
7e etappe ·
8e etappe ·
9e etappe ·
10e etappe ·
11e etappe ·
12e etappe ·
13e etappe ·
14e etappe ·
15e etappe ·
16e etappe ·
17e etappe ·
18e etappe ·
19e etappe ·
20e etappe ·
21e etappe
Startlijst · Eindstanden · Afbeeldingen